# 키로프 (칼루가주)

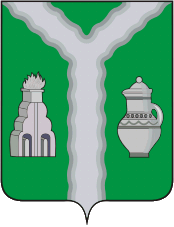
시 문장

키로프(러시아어: Ки́ров)는 러시아 칼루가주 남서부에 위치한 도시로, 인구는 38,893명(2002년 기준)이다. 칼루가(칼루가 주의 주도)에서 남서쪽으로 160km 정도 떨어진 곳에 위치한다. 1745년 페스츠냐(Песочня)라는 이름으로 건설되었고 1936년 시로 승격되면서 지금과 같은 이름으로 변경되었다. 도시 이름은 소비에트 연방 공산당의 지도자였던 세르게이 키로프의 업적을 기념하기 위해 붙여진 이름이다.